# Paraphysa peruviana
Paraphysa peruviana là một loài nhện trong họ Theraphosidae.
Loài này thuộc chi Paraphysa. Paraphysa peruviana được Joachim Schmidt miêu tả năm 2007.